# Nelson Díaz
Nelson Díaz (* 12. Januar 1942; † 4. Dezember 2018) ist ein ehemaliger uruguayischer Fußballspieler.

## Verein
Díaz war zunächst für den montevideanischen Verein Wanderers aktiv. Dort wurde er 1962 Zweitligameister. Anschließend spielte er von 1965 bis 1967 in Montevideo bei Peñarol. 1965 und 1967 steht für Peñarol dabei jeweils der Gewinn der uruguayischen Meisterschaft zu Buche. 1966 gewannen die von Roque Máspoli trainierten Aurinegros in den Final- bzw. Entscheidungsspielen im Mai gegen River Plate die Copa Libertadores. Díaz stand dabei in allen drei abschließenden Partien in der Startformation der Montevideaner. Im Oktober 1966 wurde Real Madrid bei der Ausspielung des Weltpokals bezwungen. Diáz wurde in diesen Begegnungen jedoch nicht aufgestellt. 1967 bis 1969 gehörte er dem Kader von Atlético Junior an. 1973 ist zudem eine Station in Ecuador bei Emelec verzeichnet. Dort spielte er im Copa Libertadores Wettbewerb. In der Liga schloss er sich Atlético de Riobamba an.

## Nationalmannschaft
Der Abwehrspieler war Mitglied der uruguayischen Fußballnationalmannschaft, mit der er an der Fußball-Weltmeisterschaft 1966 teilnahm. Zu Weltmeisterschaftseinsätzen kam er jedoch beim Turnier in England nicht. Díaz absolvierte vom 26. April 1964 bis zum 23. Juni 1966 acht Länderspiele. Ein Torerfolg gelang ihm nicht.

## Erfolge
- 1× Copa Libertadores (1966)
- 1× Weltpokal (1966)
- 2× Uruguayischer Meister (1965, 1967)